# Karl
Karl, auch in der Schreibweise Carl, ist ein männlicher Vorname.

## Herkunft und Bedeutung
Die Herkunft des Namens Karl ist nicht endgültig geklärt.
Meist wird der Name vom althochdeutschen karal („Mann, Ehemann, Geliebter“) hergeleitet wie auch das Wort Kerl. Dies geht seinerseits zurück auf urgermanisch *karlaz oder *karilaz („freier Mann; kleiner, junger Mann; alter Mann“, eigentlich eine Diminutivbildung zu *karaz „Mann“). Dies wird jedoch vielfach als Fehlinterpretation angesehen. Stattdessen wird eine Herleitung vom germanischen Element heri „Armee“ vermutet.
Carl gilt als latinisierte Schreibweise und ist im 16. Jahrhundert als Carles belegt (von lateinisch Carolus, vgl. französisch und englisch Charles). Die Bedeutungsentwicklung vom urgermanischen zum althochdeutschen Wort lässt sich aus einer kosenden Verwendung erklären, die über „mein kleiner Mann“ zu „lieber Gatte“ geführt hat. Eine Verkleinerungsform zu Karl lautet Karlchen und wird als Spitzname gebraucht.

## Namenstag
- kath.: 7. Januar – Sl. Karl von Sezia, Franziskaner zu Rom, Märtyrer
- kath., ev.: 28. Januar – Hl. Karl der Große, Römischer Kaiser, Reichstifter
- kath.: 2. März – Hl. Karl der Gute von Flandern, Märtyrer des Friedens
- kath.: 3. Juni – Hl. Karl Lwanga, ugandischer Märtyrer
- kath.: 12. August – Sl. Karl Leisner, deutscher Märtyrer im KZ Dachau
- kath.: 24. August – Hl. Karl von Borango, österreichischer Ordensmann, Missionar, Märtyrer auf Saipan
- ev.: 20. Oktober – Karl Segebrock, deutsch-baltischer Missionar und Märtyrer
- kath.: 21. Oktober – Sl. Karl I. von Österreich-Ungarn, letzter Kaiser von Österreich-Ungarn
- kath.: 4. November – Hl. Karl Borromäus, Kardinal, Erzbischof von Mailand und Gegenreformator

## Popularität
Der Name Karl war zu Beginn des 20. Jahrhunderts sehr beliebt. Ungewöhnlich lang, nämlich von 1890 bis Ende der 1930er Jahre konnte er sich in der Top 10 der meistvergebenen Namen halten und war dabei oft auf Platz eins. Seit den späten 50er Jahren sank die Beliebtheit stark. Nach einem Tiefpunkt Anfang der 90er Jahre wurden allmählich wieder mehr Neugeborene Karl genannt. Im Jahr 2021 belegte Karl/Carl Rang 28 der beliebtesten Jungenvornamen Deutschlands. Als Zweitname belegte er sogar Rang 5. Insbesondere in Ostdeutschland ist der Name sehr beliebt. Dort belegte er auch Rang 3 bei den beliebtesten Rufnamen für Jungen.
In Deutschland tragen derzeit etwa 63 % aller Namensträger die Schreibweise Karl und etwa 37 % die Variante Carl. Seit 2010 wurde der Name rund 18.700 Mal gewählt.
Der Name befand sich in Österreich von 1984 bis zur Jahrtausendwende in der Liste der beliebten Namen, danach ging seine Beliebtheit zurück. Von 1984 bis 2022 wurde der Name rund 1.900 Mal vergeben. In der Schweiz war Karl zwischen Anfang der 1930er und Ende der 1960er Jahre ein beliebter Jungenname. Bis Mitte der 1940er Jahre gehörte er sogar konstant zu den beliebtesten Vornamen. Seit den 1970er Jahren gilt der Name als nur noch mäßig beliebt, wobei er in den letzten 20 Jahren wieder etwas populärer wird. Von 1930 bis 2022 wurden etwa 8.800 Jungen so genannt. In Liechtenstein zählt er in den letzten Jahren zu den beliebten Vornamen.
In Frankreich kommt der Name seit 1900 in der Namensgebung vor, seit der 1940er Jahre wurde er populärer. Den Höhepunkt erreichte er im Jahr 1970 mit dem 154. Rang, danach ging seine Beliebtheit wieder zurück. Der Name war in den Niederlanden zwischen 1930 und Mitte der 1940er Jahr am Populärsten, danach ging seine Vergabe stetig zurück. Seit der Jahrtausendwende wird er wieder beliebter. In Belgien wird Karl seit 1995 fast alljährlich in der Namensgebung berücksichtigt, jedoch in einer eher geringen Anzahl.
Karl lag in Estland im Jahr 2000 auf dem 7. Rang. In Polen kommt er hingegen nur sporadisch vor.
Der Name ist in den nordischen Ländern Dänemark, Norwegen und Schweden sehr beliebt. In Dänemark erlebt er seit Mitte der 1990er Jahre einen starken Aufwärtstrend. In Norwegen wurden von 1880 bis 1900 zwischen 2,5 und 3,5 Prozent der neugeborenen Jungen so genannt. Die Vergabe war danach bis in die 1960er Jahre stark rückläufig, seitdem hat sich der Abwärtstrend etwas abgeflacht. Karl ist in Schweden besonders populär, von 1900 bis zur Jahrtausendwende gehörte er zu den Top 10 Vornamen.
In England war Karl zwischen 1996 und 2000 in den Top 200 der Vornamenscharts, seitdem geht seine Beliebtheit zurück. Der Name wird in Schottland seit 1974 fast jedes Jahr vergeben, seine Popularität ist aber eher gering. In Irland zählte der Name von 1964 bis 2005 zu den 100 beliebtesten Jungennamen. Die beste Platzierung erreichte er im Jahr 1989 mit Rang 47. In Nordirland war der Name von 1997 bis 2023 nur im Jahr 1997 in den Top 100.
In den USA wird der Name seit 1880 regelmäßig vergeben. Von Anfang der 1930er bis in die 1970er Jahre war er konstant in den Top 200 anzutreffen, seit Mitte der 1980er Jahre ist seine Vergabe stark rückläufig. Von 1930 bis 2022 wurde er circa 88.300 Mal gewählt. Karl zählte in Kanada von 1980 bis kurz nach der Jahrtausendwende zu den 100 meistvergebenen Namen. Der Name lag in Grönland von den 1960er bis zu den 1990er Jahren stets auf einem Spitzenplatz zwischen Rang 2 und 3.
Der Name Karl gehörte in Neuseeland von Anfang der 1960er bis Mitte der 1990er Jahre zu den Top 100, und in den 1970er und 1980er Jahren sogar zu den Top 50. In Australien war der Name kurzzeitig im Jahr 1974 in den Top 100.

## Varianten
Weibliche Formen des Vornamens sind Karla, Carla, Charlotte, Carlotta oder Karlotta.
- albanisch: Karl
- bairisch: Kare
- bulgarisch: Karl (Карл)
- deutsch: Carl, Karl, Karle,  Kalle, Kali, Karlo, Keerl, Kerll
- englisch: Carl, Charles, Charlie, Charly, Chas, Chaz, Chuck, Chuckles, Chucky
- estnisch: Kaarel, Karl
- finnisch: Kaarle, Kaarlo
- französisch: Charles
- griechisch: Karolos (Κάρολος)
- irisch: Séarlas
- italienisch: Carlo
- katalanisch: Carles
- kroatisch: Karlo
- lateinisch: Carolus
- lettisch: Kārlis
- luxemburgisch: Charel, Karel
- niederländisch: Karel
- norwegisch: Carl, Karl
- polnisch: Karol
- portugiesisch: Carlos
- rätoromanisch: Carli
- rumänisch: Carol
- russisch: Karl (Карл)
- schwedisch: Karl, Kalle
- sorbisch: Korla
- spanisch: Carlos
- tschechisch: Karel
- ungarisch: Károly
- walisisch: Siarl

Doppelnamensbildung:
- Karl-Christian
- Karl-Heinz
- Carl-Josef

## Bekannte Namensträger

### Adlige
Herrscher und Prinzen
- siehe Liste der Herrscher namens Karl
- siehe Liste der Prinzen namens Karl
- Carl von Hohenbalken, alte Ministerialenfamilie im Val Müstair (deutsch Münstertal, italienisch Val Monastero) im Schweizer Kanton Graubünden

aus Familien:
- Karl von Habsburg, verschiedene Habsburger

sowie
- Karl Martell (686–741), fränkischer Hausmeier
- Charles de Valois, duc d’Orléans (bis 1465)
- Karl von Hessen-Kassel (1744–1836), Landgraf
- Karl (V.) (1788–1855), spanischer Thronprätendent, siehe Carlismus
- Carl von Stein zu Nord- und Ostheim (1673–1733), kurfürstlich-mainzerischer Premierminister
- Karl Bernhard von Sachsen-Weimar-Eisenach (1792–1862), Prinz
- Carl von Preußen (1801–1883), Prinz, Herrenmeister des Johanniterordens
- Karl (VI.) (1818–1861), spanischer Thronprätendent, siehe Carlismus
- Karl (VII.) (1848–1909), spanischer Thronprätendent, siehe Carlismus
- Karl Theodor in Bayern (1839–1909), deutscher Augenarzt
- Carlos Hugo von Bourbon-Parma (1930–2010), spanischer Thronprätendent, siehe Carlismus
- Carl von Württemberg (1936–2022), Unternehmer und Chef des Hauses Württemberg

### Vorname
Es gibt eine große Zahl von Persönlichkeiten mit Vornamen Karl oder Carl. Siehe Wikipedia Personensuche.

### Zweiter Vorname
- Paul Karl Feyerabend (1924–1994), österreichischer Philosoph und Wissenschaftstheoretiker
- Friedrich Carl von Savigny (1779–1861), deutscher Rechtsgelehrter und Kronsyndikus. Begründer der historischen Rechtsschule
- Friedrich-Carl Kobbe (1892–1957), deutscher Schriftsteller, Journalist, Theater- und Hörspielregisseur
- Adolf Karl Heinrich Slaby (1849–1913), erster Ordinarius für Elektrotechnik an der TH Berlin
- Philipp Karl von Wylich und Lottum (1650–1719), preußischer Generalfeldmarschall
- Friedrich Karl von Vechelde (1801–1846), deutscher Jurist, Historiker und Publizist

### Künstlernamen
- Carl Friedman, Künstlername von Carolina Klop (* 1952), niederländische Schriftstellerin
- Karl Valentin, Künstlername von Valentin Ludwig Fey (1882–1948), bayerischer Komiker, Kabarettist, Autor und Filmproduzent

### Familienname
- siehe Karl (Familienname)
- sowie Carl (Familienname)
- sowie Keerl
- sowie Kehrli (Familienname)

### Fiktive Charaktere
- Der Herr Karl, ein Ein-Personen-Stück von Helmut Qualtinger und Carl Merz
- Karl, eine Comicfigur von Michael Apitz, Eberhard und Patrick Kunkel
- Karl Ranseier, fiktive Figur der Fernsehsendung „RTL Samstag Nacht“
- Karl, der Kojote, eine Figur in Cartoons der Warner Brothers
- Karl Klammer, eine als Schnittstelle zwischen Kunde und Programm dienende Comicfigur bei Microsoft Office
- Karl der Käfer, der Protagonist eines Umweltliedes von Gänsehaut
- Gartenzwerg Karl, Maskottchen der Bundesgartenschau 2019 (nach dem einstigen Heilbronner Karlshafen)

### Zeitschrift
- Karl (Schachzeitschrift)

### Stürme
- Hurrikan Karl, starker Hurrikan, der im September 2010 im südlichen Golf von Mexiko die Kategorie 3 der Saffir-Simpson-Hurrikan-Windskala erreichte.

## Städte und Kommunen
Häufig durch Benennung nach Personen findet der Name auch als Teil von Städtenamen Verwendung.
- Carlsbad/Karlsbad, Carlsberg/Karlsberg, Karlburg/Karlsburg, Carlsfeld/Karlsfeld, Karlshausen, Karlskron, Karlingen, Karlsruhe, Carlstadt/Karlstadt, Karlstein

Fremdsprachig:
- in Kroatien: Karlovac
- in Schweden: Karlshamn, Karlskrona, Karlstad
- in Tschechien: Karlštejn